# Fazenda Maravilha
A Fazenda Maravilha (antiga Fazenda do Governo), é uma fazenda de café, em estilo colonial, de propriedade particular, construída no século XIX, É um Patrimônio Cultural do período do Ciclo do Café, situada na região do Vale do Paraíba fluminense. Seu tombamento está em fase provisório, aguardando o tombamento definitivo.

## História
Na época, o governador da Capitania Real do Rio de Janeiro, Aires de Saldanha e Albuquerque, tornou-se o proprietário de uma sesmaria que passou a ser chamada Sesmaria do Governo. Aires de Saldanha e Albuquerque doou a metade da sesmaria para à Santa Casa de Misericórdia da Corte. A partir do ano de 1741, a sesmaria passou por muitos proprietários e herdeiros. A parte da sesmaria que abrigava a sede da fazenda, passou a se chamar Fazenda do Governo Velho.
No período em que o Dr. Joaquim Antônio Pereira da Cunha foi proprietário da Fazenda do Governo, a fazenda recebeu visitas ilustres, entre eles Charles de Ribeyrolles, Dr. Auguste François Marie Glaziou e o Conselheiro José Saldanha da Gama. O visitante mais ilustre que visitou a fazenda foi D. Pedro II, quando estava em excursão pela região em fevereiro de 1848. Porém, o Dr. Joaquim Antônio Pereira da Cunha precisou vender a fazenda para pagar uma dívida hipotecária aos herdeiros do barão de Diamantina, Francisco José de Vasconcelos Lessa. 
Em 1954,  Milton de Souza Carvalho passou a ser proprietário da Fazenda do Governo e dividiu em vários lotes, apropriados para sítios de pequena agricultura, e denominou o loteamento de Parque Maravilha. Em 1960, Altamiro Figueira adquiriu boa parte dos lotes do Parque Maravilha e fez o remembramento destes lotes e em 1975 vendeu para a atual proprietária que denominou sua fazenda de Fazenda Maravilha.